# Nekorunovaná královna
Nekorunovaná královna (angl. The Divine Lady) je částečně němý historický film režiséra Franka Lloyda z roku 1929 s Corinne Griffith v hlavní roli. Film získal Oscara za nejlepší režii. Ve filmu je použita synchronizovaná hudba a zvukové efekty, nicméně mluvené dialogy v něm chybí. V Československu měl film premiéru 18. září 1929.

## Děj
Emma Hartová (Corinne Griffith) je mladá, krásná dcera kuchařky (Marie Dressler), která přijíždí v roce 1782 na popud malíře George Romneyho do domu šarmantního Charles Grevilla (Ian Keith). Naivní a neotesaná Emma se do galantního Grevilla zamiluje. On má jisté plány, chce z ní udělat dámu s vybíravým chováním. Nějakou chvíli s ní trpělivost má, ale pak Emmu posílá ke strýci Williamovi (H. B. Warner), který působí jako velvyslanec v Neapoli. I přes věkové a společenské rozdíly se Emma Hartová provdá za sira Williama Hamiltona.
V Evropě probíhají nepokoje. Blíží se válka Británie s Napoleonem, když Emma poznává mladého a okouzlujícího kapitána Horatia Nelsona (Victor Varconi). Oba cítí k sobě náklonnost. Velitel britského loďstva Nelson vyráží do války. Chybí mu však potraviny a voda. Zakotví proto u pobřeží Neapolského království a žádá krále Ferdinanda I. o svolení. Ten to zásadně odmítá, protože se nechce dostat do konfliktu s Napoleonem. Lady Hammiltonová ve svém zoufalství žádá samotnou královnou Marii Karolínu, aby obešla muže a svolení dala. Ona ze sympatií k půvabné Emmě povolí doplnit zásoby pro Nelsona. Anglie vyhrává válku. Nelson je oslavován a vyzýván, aby se vrátil do Londýna. Emma je nešťastná, protože ho miluje, ale je vdaná, stejně tak je Nelson ženatý.
V Londýně se nakonec ale objeví jak Nelson, tak lady a sir Hamiltonovi. Celá společnost si o admirálově aféře povídá. Královský manželský pár však nechce na recepci rozruch a tak odmítne Emmu na oslavy pozvat. Ona se cítí ponížena, Nelson taky. Odmítne se tam zdržet a běží za Emmou. Společně se usadí na anglickém venkově.
Po několika letech se pod hrozbou Napoleonova útoku na Anglii opět vyostřuje situace. Nelson vyplouvá do válečného konfliktu, zanechajíc svou milenku samotnou a nešťastnou. V bitvě u Trafalgaru, kterou Anglie vyhrála, však admirál Horatio Nelson umírá. Na závěr filmu pronáší ke svému oddanému kapitánovi ona pamětná slova: "Polib mě, Hardy."

## Obsazení
| Corinne Griffith | lady Emma Hart Hamiltonová |
| Victor Varconi   | Horatio Nelson             |
| H. B. Warner     | sir William Hamilton       |
| Ian Keith        | Charles Greville           |
| Marie Dressler   | paní Hartová               |

## Zajímavosti
Film je inspirován románem The Divine Lady; a Romance of Nelson and Emma Hamilton od E. Barringtona, který vyšel v roce 1924.
Jeden ze zakladatelů Akademie filmového umění a věd režisér Frank Lloyd získal na 2. ročníku udílení Oscarů cenu za režii. Zároveň byl nominovaný za jiné dva filmy.

## Ocenění

### Oscar
- Nejlepší režie – Frank Lloyd (cena)
- Nejlepší herečka – Corinne Griffith (nominace)
- Nejlepší kamera – John F. Seitz (nominace)